# Сан Зеноне ал По
Сан Зеноне ал По (итал. San Zenone al Po) је насеље у Италији у округу Павија, региону Ломбардија.
Према процени из 2011. у насељу је живело 593 становника. Насеље се налази на надморској висини од 60 м.

## Становништво
Према резултатима пописа становништва 2011. у општини је живело 598 становника.
| 1931. | 1936. | 1951. | 1961. | 1971. | 1981. | 1991. | 2001. | 2011. |
| ----- | ----- | ----- | ----- | ----- | ----- | ----- | ----- | ----- |
| 1.243 | 1.172 | 1.091 | 851   | 649   | 564   | 503   | 521   | 598   |